# Barrage de Sukkur
Le barrage de Sukkur (Sindhi : سکر بئراج, Ourdou : سکھر بیراج) est un barrage sur le fleuve Indus près de la ville de Sukkur dans la province du Sind au Pakistan. Le barrage a été construit pendant le Raj britannique de 1923 à 1932 et a été nommé barrage Lloyd.

## Description
Le barrage de Sukkur constitue la pierre angulaire du système d'irrigation du Pakistan, car il s'agit du plus grand réseau d'irrigation de ce type au monde. Il irrigue presque toutes les terres de la province du Sind, du district de Sukkur au nord aux districts de Mirpurkhas / Tharparkar et Hyderabad au sud.
L'introduction d'un système d'irrigation contrôlé par le barrage a permis un approvisionnement en eau plus rapide pour les zones cultivées existantes de la province du Sind au Pakistan.
Le barrage de Sukkur est également utilisé pour le contrôle des rivières et la gestion des crues. Cependant, le barrage de Sukkur est confronté à un risque de fortes crues et toute défaillance du barrage pourrait affecter l'alimentation en eau de la zone irriguée en aval et inonder les infrastructures. La capacité de décharge du barrage actuel pourrait en cas de réhabilitation être portée à 36 800 m3 par rapport à la capacité de décharge effective actuelle de 25 500 m3.
Le barrage ne produit pas d'électricité. La route sur le pont inférieur du barrage est largement utilisée par le trafic local, principalement des motos et des petites voitures ; le trafic lourd n'est pas autorisé sur le barrage. Le trafic quotidien moyen sur le barrage est d'environ 8 000 véhicules.

## Situation
Le barrage de Sukkur est situé en juste aval de la ville de Sukkur, à environ 500 km au nord-est de Karachi, à 5 km en aval du pont d'Ayub, du pont Lansdowne ou des gorges de Sukkur. Il est doublé en aval par le pont du contournement autoroutier de Sukkur.
Le Sind dépend presque entièrement des eaux du fleuve Indus car les eaux souterraines sont très limitées. Les précipitations dans la province se situent en moyenne entre 100 et 200 mm par an, tandis que le taux d'évaporation se situe entre 1 000 et 2 000 mm. Ainsi, le Sind est aride et ce n'est que l'Indus qui irrigue les terres autrement stériles de la région. Des enquêtes régulières n'ont pas été menées pour évaluer la disponibilité des eaux souterraines dans la province. Diverses sources estiment que son volume est compris entre environ 3,7 km3 et près de 6,2 km3 dispersés dans 28 % de la zone géographique du Sind. Cependant, certains experts suggèrent qu'il est inférieur à ces estimations. Cette eau se trouve principalement le long des canaux de l'Indus et dans les quelques cours d'eau souterrains naturels.

## Histoire
L'idée du barrage de Sukkur a été conçue par C.A. Fife, en 1868. Cependant, le projet a finalement été sanctionné en 1923. Il a été construit sous la direction générale de Sir Charlton Harrison (en), CIE, en tant qu'ingénieur en chef, tandis que Sir Arnold Musto (en), CIE, était l'architecte et l'ingénieur du projet. Les travaux principaux et les canaux ont été achevés en janvier 1932. À son achèvement, il a été ouvert par le comte de Willingdon, vice-roi et gouverneur général des Indes. Le projet avait été lancé par le gouverneur de Bombay (en), Sir George Lloyd (plus tard connu sous le nom de Lord Lloyd), et il a été nommé en son honneur. Syed Ghulam Mustafa du service impérial a également joué un rôle déterminant dans la conception et la construction du barrage.

Pour revitaliser sa capacité de stockage d’eau et son efficacité de distribution, le gouvernement du Pakistan (en) a entrepris un vaste travail de réhabilitation du barrage de Sukkur. Les travaux ont été lancés par le corps du génie de l'armée pakistanaise (en) et l'organisation des travaux frontaliers (en) le 22 novembre 2004 et ont été achevés avant la date limite de juillet 2005, pour un coût de 15 millions de dollars américains seulement. Les experts estiment que la réhabilitation du barrage a amélioré son efficacité pendant encore 60 à 70 ans. La Banque mondiale a, en principe, accepté de financer la réhabilitation du barrage de Sukkur en 2018. Le projet de réhabilitation serait réalisé sur une période de quatre ans.

## Fonctionnement

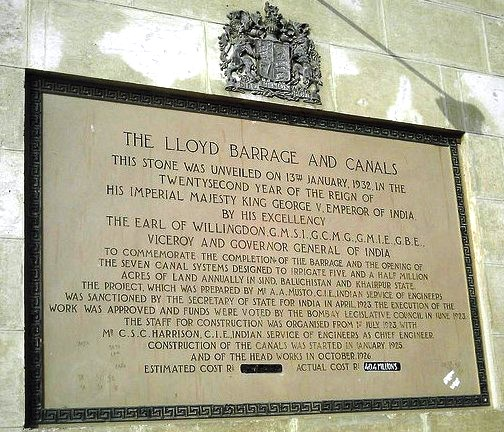
Plaque sur le barrage Lloyd (barrage de Sukkur).

Le barrage de Sukkur est utilisé pour contrôler le débit d'eau dans le fleuve Indus à des fins d'irrigation et de contrôle des crues. Situé environ 170 km en aval du barrage de Guddu et environ 550 km en amont du barrage de Kotri, le barrage de Sukkur constitue l'épine dorsale de l'économie de tout le pays permettant à l'eau de circuler à travers ce qui était à l'origine un réseau de sept canaux de 9 923 km de long (Nara, Khairpur Est, Rohri et Khairpur Ouest sur la rive gauche ; Dadu, Riz et Nord-Ouest sur la rive droite), alimentant le plus grand système d'irrigation au monde, avec environ 3 200 000 ha de terres irriguées qui forment environ 25% de la superficie totale irriguée par les canaux du pays.
Le mur de soutènement du barrage a 66 travées équipées de portes de sortie, chacune de 18 mètres de large et pesant 50 tonnes. Le barrage coupe l'extrémité aval de l'île sédimentaire de Bukkur à proximité de la rive nord du fleuve.
Le barrage a une capacité de décharge nominale d'environ 32 500 m3.
Le canal de Nara qui est l'un des sept canaux partant du barrage est le plus long canal du pays, transportant un débit presque égal à celui de la Tamise à Londres avec une largeur de lit de 105 mètres. En fait, le canal de Nara n'est pas un canal artificiel car il reprend la partie la plus méridionale de la rivière Hakra qui émanait des contreforts du Sutlej et, après avoir traversé les plaines du Pendjab et de Bhawalpur, rejoignait Nara par la rivière Raini, dont les restes existent encore dans le district de Ghotki. Ce canal irrigue une superficie cultivable de 930 000 ha.
Le deuxième plus grand canal est le canal de Rohri, qui, bien que légèrement plus court que le canal de Nara, a un débit plus important. Il irrigue une superficie cultivable de 1 100 000 ha. Le coton, le blé et la canne à sucre sont les principales cultures de ce système de canaux. Les quatre canaux sur la gauche et les deux canaux sur la rive droite du fleuve Indus sont des canaux pérennes, fournissant des fournitures d'irrigation toute l'année. Le septième canal à savoir, le canal du Riz sur le côté droit est un canal saisonnier qui ne coule que pendant la saison kharif et est conçu pour la culture du riz. Le canal du Nord-Ouest sur la rive droite permet une irrigation pérenne sur une superficie de 391 000 ha dont 74 000 ha sont situés dans la province du Baloutchistan.

### Inondations
L'Indus a été en forte crue lors des inondations de 2022 au Pakistan, avec un débit de plus de 16 130 m3 enregistré au niveau du barrage de Sukkur. Tous les canaux de prélèvement des barrages de Kotri, Sukkur, Guddu et Taunsa sur l'Indus ont été fermés par crainte de brèches probables dues aux inondations du fleuve.

## Faune
Des dauphins de l'Indus sont parfois aperçus en amont du barrage. Le tronçon de 170 km du fleuve Indus entre les barrages de Guddu et de Sukkur est une aire protégée nationale désignée pour les dauphins de l'Indus. Selon les estimations de 2011, la réserve abritait une population de 918 dauphins.